# 全尼泊尔工会联合会

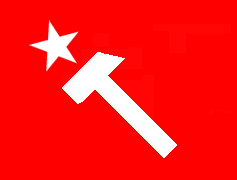
全尼泊尔工会联合会旗帜

全尼泊尔工会联合会是尼泊尔的一个全国性工会组织。该组织起源于尼泊尔内战时期尼泊尔共产党（毛主义）的成员创建的工会组织。根据2006年的和平协议，该组织于2007年正式成立。该组织由35个附属组织组成。该组织的总部位于加德满都。2019年1月，在尼泊尔共产党 (2018年)成立后，该组织与尼泊尔工会总联合会（与尼泊尔共产党（联合马列）有政治联系）进行合并谈判，但没有取得成功。该组织有415000名成员。该组织是国际工会联合会的成员。